# Promoe
Promoe es un MC sueco, miembro del grupo de rap sueco Loop Troop. Ha lanzado varios discos en solitario independientemente de su grupo.

## Biografía
Promoe creó el grupo LoopTroop junto con Embee (DJ) en 1991. Dos años después se une Cos.M.I.C. y graban su primera maqueta. El último miembro, Supreme, entró en 1996. Tras cuatro maquetas graban un disco, Modern Day City Symphony, en 2000. 
En 2001, Promoe saca su primer disco en solitario, Government Music.  En 2002 Looptroop sacan su segundo disco, The Struggle Continues. En 2003 colabora en el disco 2001: Odisea en el lodo del grupo sevillano SFDK, con la canción Duelo de vikingos y Al filo.
En 2004 el disco se retrasa ya que Promoe saca su disco The Long Distance Runner y Embee saca otro, llamado Tellings From Solitaria.
En 2006 y 2007 sacó otros dos, White Man's Burden y Standard Bearer, para ponerse a trabajar en el próximo disco de LoopTroop, Good Things, que vería la luz en 2008. 
En 2009 saca su primer disco en solitario en sueco,  Kråksången.
Forma parte del colectivo Diversidad, junto a Mc’s de varios países europeos, entre los que también se encuentra el español Mucho Muchacho.

## Discografía

### Álbumes de estudio
- Government Music (2001)
- The Long Distance Runner (2004)
- White Man's Burden (2006)
- Standard Bearer [DVD + CD] (2007)
- Kråksången (2009)
- Mellan passion & mani (2015)
- Fult folk (2016)

### Mixtape
- Bondfångeri  (2009)

### Sencillos
- 2009 – "Svennebanan"
- 2015 – Farbor Brun (ACAB jajamensan)"
- 2015 – "Sverigefiende (Fest mot våldsgrupp)]]"
- 2016 – "Fult folk" (2016)